# Danilo Silva
Danilo Aparecido da Silva, mais conhecido como Danilo Silva (Campinas, 24 de novembro de 1986), é um ex-futebolista brasileiro que atuava como zagueiro e lateral-direito. Atualmente, Danilo trabalha como dirigente esportivo. Seu último trabalho foi como executivo de futebol no Guarani.

## Carreira
Começou sua carreira futebolística no Ginásio Pinhalense de Esportes Atléticos, clube da cidade de Espírito Santo do Pinhal, em 2004, quando disputou a serie B2 do Campeonato Paulista, chegando às fases finais. Foi contratado em seguida pelo New York Metrostars (hoje New York Red Bull), disputando uma temporada pelo clube. Em 2006, chegou ao Guarani, onde disputou a Série B e, no ano seguinte, conquistou o acesso para a Série A1 do Paulistão. Na campanha da Série C do Brasileiro, o time foi eliminado na segunda fase.
Danilo Silva foi contratado, em 12 de setembro de 2007, pelo São Paulo, que, apesar de ter então a melhor defesa do Campeonato Brasileiro, estava com apenas quatro zagueiros (André Dias, Alex Silva, Breno e Miranda) no elenco, depois da venda de Edcarlos para o Benfica, de Portugal. O Botafogo, do Rio de Janeiro, também chegou a demonstrar interesse.
No São Paulo, passou a usar a camisa 12, que era de Maurinho, emprestado ao Goiás, mas só fez sua estreia quase dois meses depois de ser contratado, justamente na vitória por 3 a 0 sobre o América-RN, no Morumbi, que valeu ao time o bicampeonato brasileiro. Ele entrou no lugar de Breno, aos 35 minutos do segundo tempo. Uma semana depois, Danilo fez sua primeira partida como titular. Curiosamente, não ficou muito mais tempo em campo do que na sua estreia: foi expulso logo aos 31 minutos, depois de receber seu segundo cartão amarelo na partida.
Ao final do seu empréstimo, no fim de 2007, o São Paulo tentou comprá-lo, mas as negociações emperraram e o zagueiro começou a disputar o Campeonato Paulista de 2008 pelo Guarani.

### Internacional
Contratado pelo Internacional em setembro de 2008, o zagueiro foi utilizado no grupo principal durante o Brasileiro de 2009, sendo improvisado como lateral-direito. No ano seguinte, com a chegada do técnico Jorge Fossati e dos laterais Nei e Bruno Silva, Danilo voltou a jogar como zagueiro pelo Inter. No clube, conquistaria os títulos do Campeonato Gaúcho de 2009 e da Copa Suruga Bank do mesmo ano. Também chegou a disputar uma partida da campanha em que o Inter conquistou a Libertadores de 2010, antes de ser vendido, em 25 de fevereiro, ao Dínamo de Kiev, por quatro milhões de euros, correspondentes, na época, a dez milhões de reais.

### Dínamo de Kiev

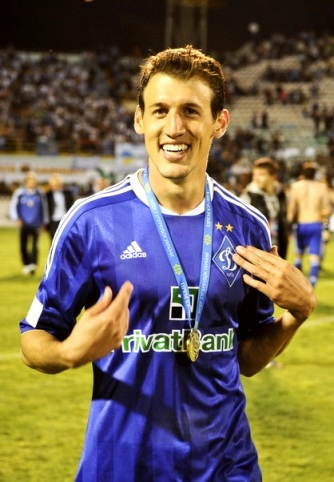
Danilo comemorando título pelo Dínamo

Danilo transferiu-se para o Dínamo de Kiev após ser comprado por quatro milhões de euros, em 2010. Disputou sete temporadas, sagrando-se campeão ucraniano duas vezes, campeão da Copa da Ucrânia duas vezes e campeão da Supercopa uma vez. Danilo é o brasileiro que mais vestiu a camisa do Dínamo: foram 222 partidas. Ele também participou de três Ligas dos Campeões, e em uma delas ajudou o clube a classificar-se para segunda fase pela primeira vez em dezesseis anos. O lateral e zagueiro disputou também quatro Ligas Europa pelo Dínamo.

### Volta ao Internacional
Voltou ao Internacional em 2017, assinando contrato até 31 de março de 2020, porém não rendeu o esperado, ficando na reserva de Klaus e, mais tarde, Rodrigo Moledo.

### Los Angeles FC
Em 26 de julho de 2018, foi anunciado que Danilo Silva tinha se transferido para o Los Angeles FC. Após o fim do empréstimo, o jogador retornou ao Inter, mas após ter seu contrato rescindido, assinou novamente com o LAFC.
Aposentadoria como jogador
Em 2021, foi contratado como representante do Dynamo Dyiv nas Américas.Em 2024, ele voltou ao Guarani - desta vez como jogador - para ser coordenador técnico. Três meses após sua contratação, ele foi promovido a ser superintendente de futebol do clube, ocupando o cargo até 2025.

## Títulos
São Paulo
- Campeonato Brasileiro: 2007

Internacional
- Campeonato Gaúcho: 2009
- Copa Suruga Bank: 2009
- Copa Libertadores: 2010

Dínamo de Kiev
- Supercopa da Ucrânia: 2011
- Copa da Ucrânia: 2013-14 e 2014-15
- Campeonato Ucraniano: 2014-15 e 2015-16